# Račice (okres Litoměřice)
Obec Račice se nachází v okrese Litoměřice v  Ústeckém kraji, poblíž levého břehu řeky Labe, zhruba 2 km západoseverozápadně od Štětí. Žije v nich 401 obyvatel. Nachází se zde veslařský kanál.

## Historie
První písemná zmínka o vsi (Radzycz) je z roku 1268. Její jméno znělo původně Radčice, tzn. osada lidí Radkových (od osobního jména Radek). Do konce osmdesátých let dvacátého století Račice patřily k místním částem města Štětí, opět samostatnou obcí jsou od 1. července 1990.

## Obyvatelstvo
|           | 1869 | 1880 | 1890 | 1900 | 1910 | 1921 | 1930 | 1950 | 1961 | 1970 | 1980 | 1991 | 2001 | 2011 |
| --------- | ---- | ---- | ---- | ---- | ---- | ---- | ---- | ---- | ---- | ---- | ---- | ---- | ---- | ---- |
| Obyvatelé | 272  | 266  | 299  | 330  | 417  | 411  | 386  | 315  | 347  | 364  | 341  | 269  | 308  | 319  |
| Domy      | 42   | 54   | 56   | 63   | 67   | 71   | 83   | 94   | 92   | 102  | 98   | 102  | 113  | 126  |

## Sport
Roku 1986 byl v místech bývalé pískovny jihozápadně od Račic dokončen umělý vodní kanál pro veslování a rychlostní kanoistiku s velkým sportovním areálem (délka vodní dráhy činí 2 350 m, celková rozloha areálu 73 ha). V roce 1993 Račice hostily mistrovství světa ve veslování, konala se zde také mistrovství světa a Evropy v rychlostní kanoistice.

## Galerie

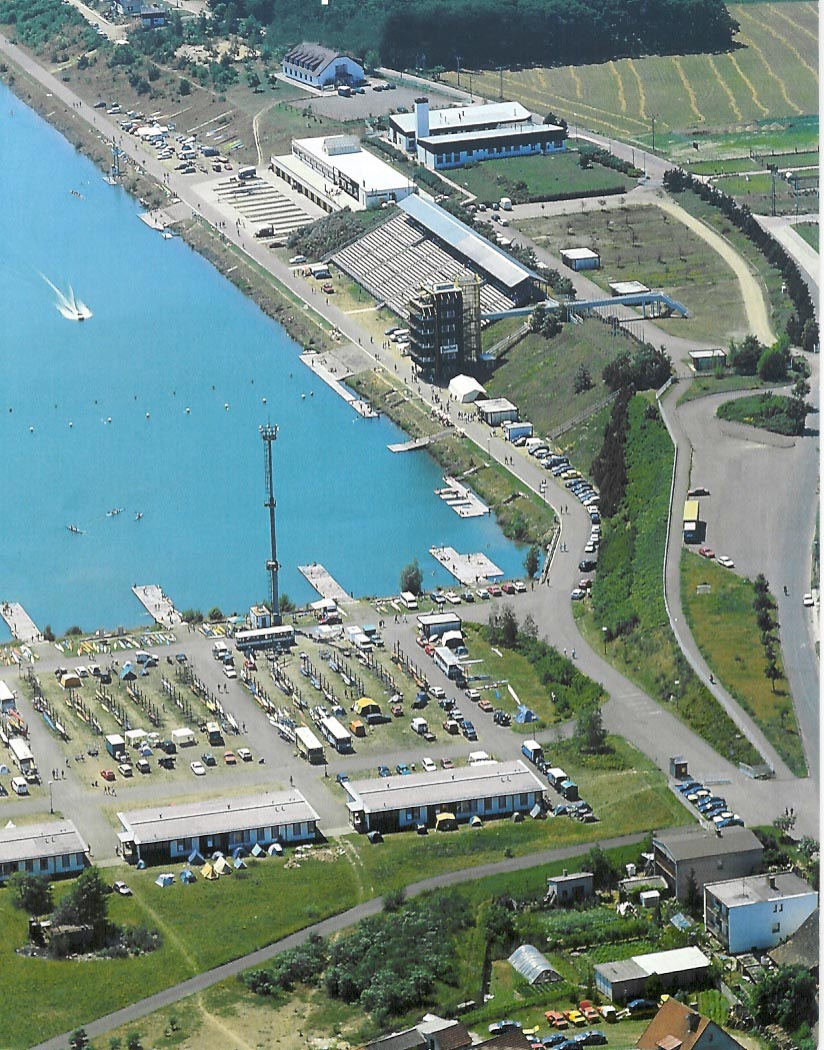
Veslařský kanál
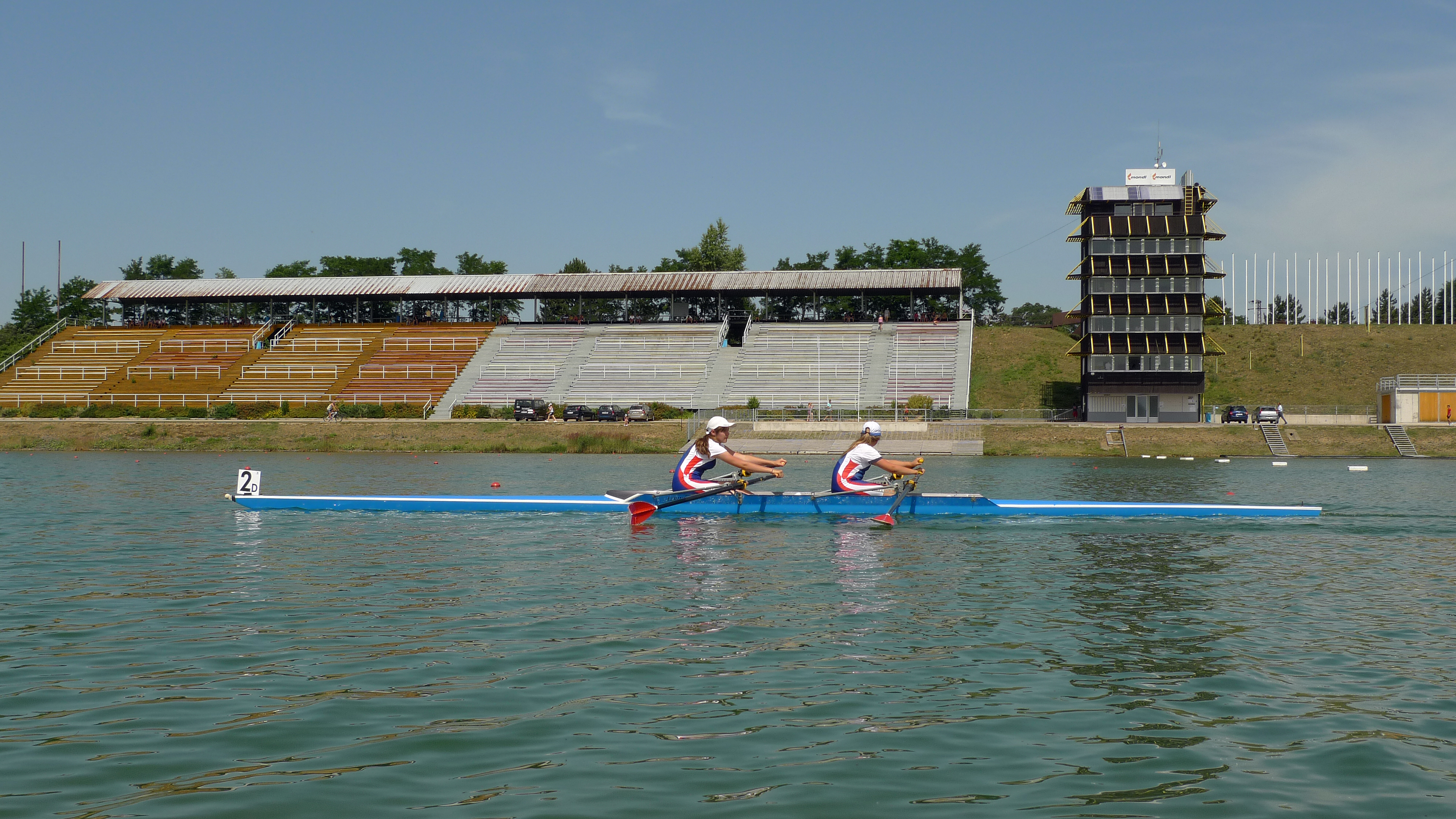
Veslařský kanál